# バトルフィーバーJ
『バトルフィーバーJ』（バトルフィーバージェイ）は、1979年2月3日から1980年1月26日まで、テレビ朝日系列で毎週土曜18:00 - 18:30（JST）に全52話が放送された、東映制作の特撮テレビドラマ、および作中で主人公たちが変身するヒーローの名称。

2025年現在、『秘密戦隊ゴレンジャー』を起点とする「スーパー戦隊シリーズ」第3作目として位置付けられている一方、現在の「スーパー戦隊シリーズ」へと到る転機となった作品でもあり、昭和から平成初頭にかけては本作品が、シリーズ第1作目として扱われていた。

## 概要
前述の通り「スーパー戦隊シリーズ」第1作目として扱われていたこともある本作品であるが、これは本作品以前の『秘密戦隊ゴレンジャー』と『ジャッカー電撃隊』が石ノ森章太郎原作の「戦隊シリーズ」、本作品以降は原作者の名義が八手三郎の「スーパー戦隊シリーズ」、と区別されて認識されていたためでもある。また、現行のスーパー戦隊シリーズのベースは次作『電子戦隊デンジマン』からの要素が強く、その点においても本作品は少し異彩を放った作品となっている。
5人組のグループヒーローという骨子に加え、『ゴレンジャー』や『ジャッカー』では登場しなかった巨大ロボット（戦隊ロボ）バトルフィーバーロボやロボを輸送する巨大母艦バトルシャークの登場など、後のメカによるスーパー戦隊シリーズにおける基本的なフォーマットは本作品において確立された。当時、この巨大ロボと巨大母艦の組み合わせはコンビネーション・システムと呼ばれ、トミーから発売されて好調だった特撮アニメ作品『恐竜探険隊ボーンフリー』の「ボーンフリー合体セット」に対抗して発案されたものである。
作品タイトルのネーミングは、前年の1978年に公開されたアメリカ映画『サタデー・ナイト・フィーバー』が大ヒットし、1979年当時日本で「フィーバー」が流行語となっていたことの反映である。「フィーバー」をタイトルに入れるアイデアは、当時東映テレビ部部長だった渡邊亮徳による。

### 企画の経緯
本作品はマーベル・コミック社と東映の業務提携によって、前年に制作した日本版『スパイダーマン』における視聴率や商品化収入の成功を引き継ぐ意味でも、マーベル社所有のキャラクター使用契約も視野に入れて企画された作品である。本作品の放映前の仮題は『キャプテンジャパン』で、その題名での新番組企画書が現存する。「アメリカ」「ジャパン」のように国名を背負ったキャラクターから発想を広げ、世界各国から集結した集団ヒーローという構想が生まれた。
やがて諸事情により、吉川進が平山亨から本作品を引き継ぎ、企画の骨子「ダンスのリズムで細胞変化を起こし、変身する超人」も平山案からそのまま受け継がれた。もっとも、高久進が第1話の脚本を執筆した段階で「踊りを武器に戦う」という骨子の部分はそれほど意識されず、初期企画はオープニング映像や作中描写の一部に残されるのみとなった。その理由として挙げられるのが、実際に映像を撮影してみると、アクションと踊りがうまく融合しなかったことと言われる。また、アメコミ色の強かったタイトルや名称に異論が出て、『バトルフィーバーJ』やバトルジャパンなどのように修正された。
正式に番組制作が決定したのは1978年10月のことであるが、翌年2月に放映開始するならば6月には作業を開始しているのが普通であり、スケジュールは逼迫した。そのうえ、『ゴレンジャー』や『ジャッカー』の撮影が行われた東映生田スタジオは既に閉鎖されており、特撮は東映東京撮影所で東映映像が制作していたところを、一般向けドラマが中心だった東映テレビプロダクションに移行したばかりで、スタッフにもヒーロー番組のノウハウがなく、苦労が多かった。このスケジュールの逼迫は番組開始以降も尾を引いており、従来の東映制作の特撮テレビドラマで行われてきた遠方ロケも、本作品では第21話・第22話での北陸・能登半島ロケのみに留まっている。

### キャラクター
本作品に登場するキャラクターは、ミスアメリカ（Miss America）を除き、全て東映のオリジナルキャラクターである点が日本版『スパイダーマン』とは異なる。当初は「キャプテンジャパン」を中心としたチームだった。
だが、最初期段階でキャプテンジャパンのモチーフであるキャプテン・アメリカがマーベル側の事情で使用できなくなった。同じくマーベルのキャラクターであるミスアメリカが代案として提示され、これを元にデザイン作業が行われた。ミスアメリカ自身も大幅なアレンジが施され、引用されたのは胸の星条旗をアレンジしたマークデザインのみで、マスクやタイツという要素は別のキャラクター「ミズ・マーベル」からの影響が見られる。玩具においては、一部ミスアメリカだけ版権の問題で発売できないものがあり、乗用マシーンも制作が間に合わず劇中では市販の乗用車やバイクが使用されたため、商品化されなかった。
キャプテンアメリカという名称は、東映の公式設定においては名称・デザインともに一切使われていない。『マーチャンダイジングライツレポート』1978年12月号では、ミスアメリカはキャプテンアメリカという名前で掲載されている。また、当時の販売商品には「地球を守る5人のバトルマン」という表記もあり、商標としてのネーミングが1つに徹底されていない状況だったことが窺える。バトルフィーバーロボや巨大ロボットバトルフィーバーといったロボの名称についても、同様である。
『ジャッカー』までのマントに代わり、本作品ではヒーロー全員が白いマフラーをなびかせている。また、胸にはそれぞれの国を象徴したワッペンが付いているが、これは前述のミスアメリカの要素を継承したものである。放映時は「五色の戦士」というパターンも前面に出てはいなかったが、後年になって他のスーパー戦隊と設定を揃える意味で各員の「色」が設定されている。とはいえ後付けの分類であるため、バトルコサックとバトルケニアの色の扱いには資料ごとに違いがある（後述）。ヒーローのスーツデザインにおいても、後のシリーズのようなデザイン上の統一された要素が少なく独自性が顕著だが、これはスーツのデザインがマーベルとの提携作品であるという面も含めて東映側の主導で決定している一方、ヒーローキャラクター自体の商品化を大きく意識していないためである。マスクはその後のスーパー戦隊シリーズで一般的なゴーグル調のデザインとは異なり、アメコミヒーローのような「目」を持つデザインである。ゴーグル型マスクの使用も検討されたが、髪の毛のあるミスアメリカのデザインと馴染まなかったため、本作品では不採用になった。

### 巨大ロボット
『スパイダーマン』で好評だった日本独自設定の巨大ロボットが、本作品でも引き続き採用されている。巨大ロボの導入はスポンサー側からの要請であったともされるが、村上克司は「成功した要素だから継承した」という安易な思想を否定し、新作を手がける際には他作品との差別化を追及する旨を語っている。バトルフィーバーロボを格納するバトルシャークに力が入っているのも、アニメ風の変形合体ロボからコンセプトを変えるためである。
バトルフィーバーロボが本格的に登場したのは、第5話からである。当初の予定では第1話からロボが活躍するはずだったが、村上克司によるデザイン決定が遅れたことで着ぐるみ製作にもさらなる時間を要していた。また、特撮監督の矢島信男が松竹映画『夜叉ヶ池』の仕事に関わっていたこともあり、特撮場面の撮影スケジュールは第1話の放送に間に合わないことが早期に判明していたため、第1話から第4話までの脚本はロボが建造中という設定で制作された。第1話から第4話までにおける建造中の場面や、第5話・第6話におけるミニチュアや着ぐるみを駆使した戦闘場面の数々は円谷プロダクション出身の特撮監督である佐川和夫が矢島の描いた絵コンテを参考に演出しており、劇中では未使用に終わった場面もエンディング用の映像素材や後のエピソードなどにおいて流用された。
第7話からアクション監督として参加した金田治は、巨大ロボ戦の演出も同時に担当していた。ロボットだけを画面に収めても巨大さを実感しにくいため、画面下に小さなキャラクターを配置することで大きさを対比させる手法も、金田の発案による。森や岩と空の境など画面の切り合わせに使える線がある場所で等身大アクションの撮影を行い、そこに後から巨大ロボ戦を合成することで、奥行きのある画面を造った。第3クールからはジャパンが単独で巨大ロボ戦を挑みながら、残り4人が等身大のエゴス怪人と戦うという演出が披露された。

## あらすじ
世界各地に様々な怪奇現象が起こる中、謎のコウモリ傘の美女の手により国防省幹部が次々と殺されていった。それを知った倉間鉄山将軍は、世界各国に派遣されていた4人の精鋭から成る対エゴスの秘密部隊バトルフィーバー隊にその調査を命じた。4人は、捜査途中に謎のコウモリ傘の美女そっくりの女性捜査官ダイアンと出会う。コウモリ傘の美女を影で操る秘密結社エゴスに父を殺されたダイアン・マーチンを加えた5人に、鉄山将軍はバトルスーツを与え、世界の混乱を目論むエゴスの討伐に向かわせていた。
巨大ロボット・バトルフィーバーロボの設計図の争奪戦が繰り広げられる中、エゴスも悪魔ロボットを完成させる。その第1号・バッファローロボをバトルフィーバー隊は完成したばかりのバトルフィーバーロボで迎え撃ち、勝利した。戦士たちの激しくも苦しい戦いは、始まったばかりである。

## 登場人物

### バトルフィーバー隊
国防省とFBIからの精鋭を集めて結成されており、メンバー全員それぞれ世界各地のダンスを取り入れた戦闘スタイルを習得している秘密戦闘部隊。劇中では「バトルフィーバー」もしくは「バトルフィーバー隊」と呼ばれ、名乗りシーンにおいても全体としては「バトルフィーバー」と名乗ることが多いが、初期の回では「バトルフィーバーJ」と名乗っている。
「フィーバー！」の掛け声とともに、ダンスのようにくるっとターンすることで変身するが、本作品では変身の描写がさほど重視されておらず、「一瞬物陰に身を隠し、次に姿を現した時には変身している」など、場合によっては掛け声やターンも省略されることがある。決め技は、5人の武器を組み合わせて放つペンタフォース。メンバーの年齢は劇中ではマリアのみが19歳として明らかになっている。
当初はエゴスや一般人には正体を隠していたが、中盤でエゴスの作戦によって正体を知られることになる。
- 初期企画『キャプテンジャパン』では、各国の音楽のリズムで細胞を変化させて超人になるという設定であったが、アメコミ的な超人の概念が日本では馴染みが薄いため、強化服で戦うという設定に改められた[11][8]。ダイアン以外の初期メンバー4人の名前は同企画書の時点で決定していた[11]。
- マスクもゴーグルではなく2つの目を持ったものとなっている[22]。

伝 正夫（）
バトルフィーバー隊のリーダー。27歳。
国防省の元将校であり、真面目で一直線かつ文武両道で質実剛健な天才的頭脳の持ち主。仲間たちや上司の鉄山からの信頼も厚く、エゴス側からも「最強の男」と言われる。その一方で、勝利に慢心して気を緩め、仲間たちと共にインベーダーゲームに興じたこともあった。乗馬も得意。
吹雪村出身。高校時代は、城南高校野球部で捕手として甲子園を目指していた。
フィーバー隊の任務以外でメンバーと行動を共にすることはあまりない。
- 後期では演じた谷岡弘規が大河ドラマ『獅子の時代』に出演することになった関係で素面での出番が激減している。

バトルジャパン
伝正夫が変身するアジア代表の戦士。空手や功夫（中国拳法）などの格闘技を身に付けており、戦闘時にはそれらを駆使したカンフーダンスを取り入れている。優れた運転技術を体得しており、第32話以降、単身でバトルフィーバーロボを操縦するようになる。
- スーツは白地に赤いラインが入っており、後年ではレッド戦士扱いとなっている。手袋とブーツは赤。ベルトは赤。変身後の頭部のマスクは「火の玉」をイメージしており、左右非対称のマスクになっている。

白石 謙作（）
バトルフィーバー隊の中ではサブリーダー的存在である。26歳。
元国防省の兵器担当。中央アジアで生まれた孤児。教会の神父に引き取られたが、ほどなくして彼が地上げ屋に殺されたため鉄山に拾われ育てられた。ロシア語が堪能。気は優しく、メンバーの中でも落ち着いている一方、短気で怒りっぽいところがあり、無茶をしすぎるのが欠点。パチンコが大好きで、「確率の研究」と称してよくパチンコ店に出入りしていたほど。また、スマートな見た目からは想像できないが怪力の持ち主でもある。
第33話で、エゴスに父を殺されたまゆみから「血の臭いがする」と言われたため、強化服を持たずにまゆみに会いに行き、彼女の心の傷を癒していくが、エゴスに遭遇し、カットマンの凶弾に倒れ、仲間たちに看取られながら、息を引き取った。
神 誠（）
第33話より登場。謙作の国防省時代の先輩で、射撃の名手。国防省のドリルミサイル研究に従事していた。助手を装い三村博士の護衛をしていたが、博士がエゴスに殺害されたためにスパイの疑いをかけられ、さらに謙作が殉職したため、復讐の意から、2代目バトルコサックとなり、サブリーダーのポジションも受けついだ。
短気で怒りっぽいところがあった謙作とは対照的に、正夫の上を行く冷静さを持っており、口数が少ない不言実行の孤高な雰囲気を持つ一匹狼タイプで単独行動を好んでいたため、他のメンバーと距離を置く場面も多かったが、仲間と戦いを通じて打ち解けていった。レギュラー戦士では最年長の32歳。釣り（トローリング）が得意。かつて警察官である弟を闇将軍に殺されており、その復讐の機会を伺っていた。射撃の名手であるためか、常に銃を数丁ほど携帯している。変身後に使用する武器は初代コサックと同じだが、初代コサックがパワー系の戦士だったのに対し、2代目コサックはスピーディな技を得意とする。
第45話では、『キカイダー01』の主人公であるイチローのトランペットでの登場場面を再現してみせた。
- テンガロンハットを被ったカウボーイスタイルの服装が特徴的だが、オープニングとエンディングでは謙作の映像を誠の映像に差し替えているため、映像の前後を合わせるために誠が謙作と同じスーツを着ている場面がある。
- 演じた伴直弥は、自身が愛好するスティーブ・マックイーンのイメージを取り入れ、また他のメンバーよりも年長であることから4人とは離れた場所にいるイメージにしたと述べている。

バトルコサック
白石謙作および神誠が変身するユーラシア代表の戦士。
戦闘時には、中国武術やコサックの流れを汲むパワフルな戦法コサックダンスで戦い、周囲の敵に連続で足払いを決めるコサック回転キック、ジャンプしながらの両手パンチダブルパンチ、空中で両足を開いて左右の敵を同時に蹴るタイプと、両脚飛び蹴りを決めるタイプがあるダブルキックといった応用技で敵を蹴散らす。
- 橙色を基調としたシリーズ初のオレンジ戦士であり、変身後の頭部はロシア帽をイメージしたものである。戦闘服の胸部には、当時のソ連の国章だった赤地に金色のハンマーと鎌のエンブレムが裏返しの状態で描かれていた。手袋とブーツは橙色。ベルトは黒。初期案での配色は黄色だったが、『秘密戦隊ゴレンジャー』との差別化のため、橙色に黒いラインを引いた形に変更された。竹書房刊の『スーパー戦隊画報 第1巻』では「ソ連はイエロー系ではない」と書かれていたが、バトルコサックをイエロー戦士に分類する例もある。その後、2014年の『烈車戦隊トッキュウジャー』東映公式サイトにて、橙（オレンジ）色の戦隊ヒーローはバトルコサックを1人目として、『トッキュウジャー』のトッキュウ6号が2人目であることが明言された。

志田 京介（）
フランス帰りのバトルフィーバー隊の切り込み隊長役的なチームのムードメーカー。26歳。美容師でもあり、ヘアデザイナーとしての腕前は超一流でキザな性格の伊達男。
人一倍オシャレにも気を遣っており、親からキザな性格を直すために国防省に入れられたという裏設定がある。名乗りの際はコサックを抜いて2番目となることも多い。冷静な性格でコサックと並んでサブリーダー的立場を務める場面もあるが、意地っ張りでムードメーカー的なお調子者でもある。四郎とは性格が違うが馬があう模様。女性にはめっぽう弱く、ダイアンがメンバーのころは特に彼女とプライベートでも行動を共にすることが多かったが、振り回されてもいた。ヨーロッパ代表ゆえにフランス語も得意。魚の生臭さが嫌い。謙作の殉職後は彼の性格を引き継いだ部分も見られるようになる。また、フェンシングを得意としており、大会で優勝したほどの実力を持つ。
- 鼻を指で弾く仕草は、バトルフランスのスーツアクターを務めた橋本春彦のアイデアによるもので、志田役の倉地も橋本の演技を見て取り入れた。

バトルフランス
志田京介が変身するヨーロッパ代表の戦士。
戦闘時にはスパニッシュダンスを駆使する。スピード戦法を得意とする。名乗りの際は、カスタネットの音のような手拍子がけたたましく鳴る。
- スーツは白地に青い線が入っており、後年ではブルー戦士扱いとなっている。マスクにはVの字のようなマークが刻まれている。手袋とブーツは青。ベルトは青。

曙 四郎（）
バトルフィーバー隊一の力持ちで、スピード戦にも対応。年齢不詳。野生動物の保護活動家。
逞しい野生児で、非常に明るい性格かつ図太い神経の持ち主で、涙もろく友だち思いの一面も持つ。バトルフィーバー隊の訓練をケニアで受けた。何でも食べる大食漢。動物の気持ちがわかる特殊技能を持つ。京介と気が合う。第26話では、ホウタイ怪人に「若くして禿げる」と宣告されてしまった。他のメンバーと比べて主役を演じるエピソードが多い。
- スーツアクター兼任の大葉健二が演じたため、変身前のアクションシーンも他のメンバーより激しいものが多くなっている。

バトルケニア
曙四郎が変身するアフリカ（アフリカ大陸）代表の戦士。
戦闘時には、俊敏な動きを得意としたトロピカルダンスで敵を翻弄し、蹴散らす。崖を駆け上り、身軽に回転しながら敵を倒すアニマルアクションも得意。悪魔ロボットが登場する度に「また出やがった！」という決まり文句を叫ぶことが多い。
- スーツは黒地に緑のラインが引いてあり、後年ではシリーズ初のブラック戦士扱いとなっているが、バトルケニアをグリーン戦士とし、シリーズ初のブラック戦士は『大戦隊ゴーグルファイブ』のゴーグルブラックにあてる場合もある。また、シリーズ初の動物をモチーフとしたヒーローでもあり、マスクには動物の耳や牙が反映されているが、具体的な動物は想定されていない。手袋とブーツは緑。ベルトは黄色。

ダイアン・マーチン
バトルフィーバー隊の紅一点。
FBI秘密捜査官のアメリカ人で、父のボスナーと共に来日するが、その際に父をコウモリ傘の女に殺されている。日本語も達者で、鼠と日焼けに強い抵抗があり、四郎の動物好きに対して嫌悪感を抱くところから相当な潔癖症でもある。冷静沈着だが、気が強い性格。水泳が得意でビキニ姿でプールを泳ぐことも多く、何度かスレンダーなプロポーションのビキニ姿を披露した。男性メンバーが変身後の名で呼び合っているのに対し、彼女は本名のほうで呼ばれている。
第24話で、来日していた妹のキャサリンがエゴスに誘拐され、彼女をエゴスの手から救い出すも、ドラキュラ怪人の吸血牙攻撃により倒れ、妹の護衛役だった汀マリアにスーツを託した。その後、体調は回復したが、妹が誘拐された際に妹のペンダントにあったダイアンの写真によりエゴスに正体が露見したこともあり、妹と安全に暮らすため、FBIからもバトルフィーバー隊からも脱退し、アメリカへ帰国した。
- 初期企画『キャプテンジャパン』では、ペリー・マクブライドという名称であった。

汀 マリア（）
第24話より登場。ダイアンに請われ彼女の代わりに2代目ミスアメリカとなった、元FBI捜査官。バトルフィーバー隊の最年少の19歳。ダイアンの妹・キャサリンの護衛役として来日した縁でバトルフィーバー隊と知り合い、目を離した隙にキャサリンをエゴスに誘拐され、戦闘中に負傷したダイアンからスーツを託された。
アクティブな性格でバトルフィーバー隊のムードメーカーとなり、ダイアン以上の優れた行動力でチームの戦力を引き上げた。ダイアン同様に水泳も得意で、ビキニ姿で水泳をしていることもある。水泳ばかりでなく新体操を中心としたスポーツ全般が得意である。仲間内での金銭の貸し借りなどはあまり好まない性格だった。過去に、弟のようにかわいがっていた少年が溺れたのを見殺しにしてしまったことがある。爆弾犯の指名手配にかけられた際に年齢が19歳であることが分かった。FBI時代はダイアンの父でFBI捜査官であるボスナー・マーチンから指導を受けており、キャサリンの護衛を任されたのもその縁からだった。
- 作中ではホットパンツスタイルであるが、オープニングとエンディングではダイアンの映像をマリアの映像に差し替えているため、映像の前後を合わせるためにマリアがダイアンと同じスーツを着ている場面がある。

ミスアメリカ
ダイアンおよびマリアが変身するアメリカ・オセアニア代表の戦士。
戦闘時にはディスコダンスで敵を蹴散らす。キックや合気道も得意とする。
2代目は柔軟な体を生かした身体能力を武器にしており、また、水泳を応用した水中戦と柔軟性と身体能力を応用した新体操技も得意。第47話では剣道を応用したバッティング技唐竹割り打ちを身につけ、ヒダリテ怪人に操られた野球選手の時速200キロの剛速球をコマンドバットで打ち返して特大ホームランにした。
2代目はダイアンとは違い変身後は「アメリカ」と呼ばれる。
- スーツは薄めの桃色ベースに濃い水色が配されており、後年ではピンク戦士扱いとなっている。マスクはブロンドが特徴。手袋とブーツは青。ベルトは白。

### 支援者
倉間 鉄山（）将軍
バトルフィーバー隊の最高司令官。国防省の最高幹部であり、バトルフィーバー隊の創設者。国防省のどの部門に在籍していたかは不明だが、武道・戦略・技術のいずれの分野でも高い能力を持ち、正に秘密特殊部隊であるBF隊の司令官に相応しい存在である。藤波白雲斎の許で総合武術の一光流を極め、自身では鉄山流を名乗っており、畳をアリが這う音も聴けるほどである。バトルフィーバーロボにも通じる鉄山流電光剣を奥義とし、バトルフィーバー隊の必殺技ペンタフォースが効かないエゴスの四面怪人を一刀両断し、さらには一時的に失明しながらも読心術でヘッダー指揮官を一騎討ちで倒すなど優れた剣技の持ち主でもある。
厳格かつ冷静な思考回路の持ち主で、その優れた思考力と行動力については、敵であるサタンエゴスでさえ高く評価したほどである。初期ではバトルフィーバー隊がマイペースで緊張感に欠けていたため、彼らを厳しく叱責する場面もしばしば見られた。劇中フルネーム以外は苗字ではなく名前で呼ばれていた。
- 将軍の出演場面はほとんどがアフレコではなく、同時録音で撮影されている。
- 名前や設定は初期企画『キャプテンジャパン』の時点で決定していた。東映プロデューサーの吉川進は、アメリカンヒーローの要素は当時の子供にはピンとこないだろうとの考えから、時代劇の要素を取り入れてバタ臭さを希薄化させることを意図していたと述べている。

中原 ケイコ（）
バトルフィーバー隊の連絡員。18歳。主な任務は、基地内での通信業務や、バトルシャークの発進準備。ロボ開発中は、鉄山将軍のアシスタント的な業務もこなした。素性を隠して街で諜報活動を行う場合もあり、その際にレンタカー会社やスナック「ケニヤ」に勤務して、隠れみのにしている。隊員たちやマサルと共に遊びに出かけることも多く、マスコット的な存在でもある。

青葉 ミドリ（）
バトルフィーバー隊の連絡員。普段はレコード店に勤めている。得意の変装を生かして諜報活動を行う。

上野 トモコ（）
ミドリに代わり、バトルフィーバー隊に配属された連絡員。ケイコのマンションの隣に住む。

九太郎（）
第7話から登場した鉄山将軍が作ったロボット九官鳥。仕事とは無関係の方向に暴走することが多いバトルフィーバー隊に対して叱責を繰り返している。口が悪く、頻繁に生意気な言動でメンバーの神経を逆撫でするためメンバーとの折り合いは悪く、謙作には一度、真っ二つに壊されたことがある。動力源は電池。ピンチの際には、口からガス状の「凍結光線」を吐く。

### バトルフィーバー隊の関係者
中原 マサル（）
ケイコの弟。小学2年生。カラクリ怪人こと金太郎との友情が描かれたこともあった。
上野 ユキ（）
トモコの妹。
浜村 昭夫（）
ケイコが「表向きの職業」として勤めているレンタカー会社の主任。彼女の正体には気付いていない。自分の店の車（実はバトルフィーバーカー）をツケで乗り回す正夫を暴走族だと思っているらしい。
青木 茂雄（）
スナック「ケニヤ」のマスター。自分の店のトイレにバトルフィーバー隊の秘密の連絡通路があることを知らず、四郎がトイレから出てこないことを不思議に思うことがあった。
逗子マリーナの会員券を所有しているが、四郎に無断使用されてしまった。

## バトルフィーバー隊の戦力

### 装備・能力
バトルスーツ
国防省が総力を挙げ開発した装着者の体組織の機能を強化して戦闘力を向上させるスーツ。「強化服」とも呼称される。機関銃の連射なら傷ひとつ付かない強度を持つ。バトルフィーバー隊が、人間を遥かに超えた力を持つ怪人と戦えるのは、スーツの力によるところが大きい。
通信機であるバトルシーバーの内部より強化服バトルスーツが射出されるという設定だが、それが劇中で描かれているのは第24話でダイアン・マーチンから汀マリアにバトルスーツが引き継がれる場面のみである。第2話の時点で京介がバトルシーバーを身につけていない状態で変身するなど、初期から設定が徹底されていない。
基地には予備の強化服も置いてある。
コマンドバット
5人の標準武器で5つの個人武器に変形するバトン型の武器である。単体で投擲しバトルファイヤーとして爆発させることが可能であり、また合体させてペンタフォースとしても威力を発揮する。敵の光線を反射するアークミラー（ドグウ怪人の光線を跳ね返した）、ロープ、ヌンチャク（36話と45話で使用）にも変形可能。
バトルファイヤー
コマンドバットをクロスさせて高エネルギーを発生させる。バトルファイヤーの掛け声で振ることで、火花を散らせ障害物を破壊する。「コマンドバット」と呼称されることもある。
ペンタフォース
コマンドバットを合体させた必殺武器。砲身と架台を形成させて特殊砲弾2発を発射する2連装バズーカタイプと、放射状に連結させて敵に向かって飛ばすブーメランタイプがある。いずれの場合も、ジャパンの「スクラムだ!」の号令の後、5人が正面を向いたまま、頭上に放り投げられたコマンドバットが空中で自動的に合体する。
バズーカタイプは主に初期で使用された。4話までは、5人がジャンプして空中で「BF」の人文字を作ってからコマンドバットを合体させていた。ジャパンとアメリカがメインとは限らず、4話と7話と13話ではコサック、11話ではケニア、12話と14話ではフランスと各話の主軸の戦士が真ん中にくることが多い。
ブーメランタイプは15話から使用された。空中で合体したコマンドバットがそのまま回転しながら怪人に向かって飛んでいく。合体の際、5人が一定の範囲内にいれば必ずしも集合する必要はないようで、ジャパンがバトルフィーバーロボの操縦席から、他の4人が地上からコマンドバットを投げるという描写も見られる。基本的にジャパンを先頭に陣形が組まれる。最終話では、3回使用されたが決まったのは1回だけだった。
バズーカタイプ・ブーメランタイプ共に『海賊戦隊ゴーカイジャー』でも使用された。

バトルショット5（バトルショット）
5人が持つ、ナイフ付きの特殊銃。通常の銃の銃口に当たる部分からナイフの刃を発射し、その下部にある円筒が銃口となり、弾丸を撃つことができる。変身前に使用することもある。
ジェットオン（ジェット・オン）
ジェットシューズ（ブーツ）の足裏からのジェット噴射で大きくジャンプする。主にロボ搭乗時に使用する。
バトルシーバー
5人が左手に装着している通信機。前述のように、普段は内部に強化服が収納されているという設定である。
熱線銃
51話でコサックがヘッダー怪人を焼き尽くすために使用した、熱線を発射する銃。
精神統一
ゴースト怪人の分身攻撃を見破った。

### 個人武器・技
バトルジャパン
ヤリ
バトルジャパン専用の槍。刃が両端にある、双刃タイプである。
カンフーダンス
カンフーと空手を組み合わせたアクション。敵の体に強烈なパンチやチョップを炸裂させる。

バトルコサック
サイ
バトルコサック専用の十手に似た釵タイプの二刀流剣。
コサックダンス
コサックダンスを基調としたアクション。足払いをかけた相手にパンチを打ち込む。

バトルフランス
フェンシング（フェンシング剣、サーベル）
バトルフランス専用のエペ。グリップガードで防御も可能。
スパニッシュダンス
フラメンコを基調としたアクション。手拍子で相手を翻弄し、キックを放つ。

バトルケニア
ムチ
バトルケニア専用のムチ。ロープになる。
トロピカルダンス
南国の踊りを基調としたアクション。俊敏な動きで飛びかかり、爪で切り裂く。

ミスアメリカ
手裏剣
ミスアメリカ専用の小型ナイフ。マリアは変身前にも使った。
ディスコダンス
ノリの良いステップで、敵にキックや投げ技を炸裂させる。

### メカニック
ビッグベイザー
国防省が建造したバトルフィーバー隊の海底移動基地。バトルシャークを収容して海底に潜む巨大要塞である。内部には船の舵輪が架かっているメインルームなどの居住スペースや各マシンの格納庫・巨大兵器工場まで備え、防衛設備も完備されている。この基地に通じる秘密通路はスナックケニヤのトイレや下水道など数多く存在しており、この通路を自らの足で渡り基地へ出入りする。
バトルフィーバーカー
主にバトルジャパン、ミスアメリカが使用するスーパーカー。最高時速400キロメートル。スポーツカーを改造している。武器は無く、探査能力が高く、多数の探査メカを搭載している。スーパーチャージャーエンジンを搭載。ナンバーは「品川57の・466」。普段は浜村のレンタカー会社に置かれている。
- ベースはマツダ・RX-7。

スリーマシーン
バトルコサック、バトルフランス、バトルケニア専用のバイク。武装はないが、ミサイルにも耐えられる装甲を誇る。最高時速350キロメートル。呼称は話によって様々。ヘッドライトの脇に各々がモチーフとする国の国旗が付いている。バトルフィーバーカー同様に、外見は市販車と変わらない。

バトルシャーク
飛行速度マッハ5の万能戦闘母艦。バトルフィーバーロボを船体中央に格納し戦地まで輸送するほか、単機での空中戦も行う。ロボの各種武器を艦橋下部の武器庫に収納しており、必要に応じて射出する。ジャパンが指揮と主に操縦、フランスとアメリカが索敵や機体のモニタ、コサックとケニアが兵装を担当している。ナバロン砲、爆雷、船尾ミサイル、ウイングミサイル、悪魔ロボットの脚を引っかけて転倒させられるマジックハンド（マジックアーム）などを装備。メンバーが搭乗していない場合でも、オートパイロット航行機能がある。
- ミニチュアは3尺と6尺の2種類が存在し、場面によって使い分けている。巨大感を出すため細かいウェザリングが施されている。

バトルフィーバーロボ
倉間鉄山将軍の指揮の下、バトルフィーバー隊のために建造・実戦投入された水素エネルギーによって稼働する世界で最も強度があり、軽いISO合金製の地球で最初の巨大ロボット。「巨大ロボット・バトルフィーバー」とも呼ばれる。1話からストーリー中で語られ登場していたものの、ビッグベイザー内の製造工場で製造中であり、バトルフィーバー隊結成時には完成が間に合っていなかったため、実戦投入は5話からとなった。
頭部や胴、肩当ては日本の戦国時代の鎧武者の甲冑、下半身は西洋の鎧騎士をモチーフとし、赤と黒をベースに、黄色をアクセントとした配色が施された、重厚な意匠が特徴。飛行も可能。
バトルフィーバー隊各員は「ジェットオン！」の掛け声とともにジャンプして下腹部の円形窓から乗り込み、頭部の中にある操縦席へと移動する。基本は5人全員で操縦するが、緊急時（敵ロボットとの二面作戦対策）はメイン操縦者のジャパンのみでも操縦可能。また当初は操縦席にシートベルトが設置されていなかったため、バトルフィーバーロボが大きな衝撃を受けて転倒したような場合には、搭乗中のメンバーが操縦席から転げ落ちる描写があった。第11話から4点式シートベルトが装備されるようになったが、第13話のように2点式シートベルトとして利用する描写も存在している。武器など装備のほとんどは待機中のバトルシャークに搭載されており、バトルフィーバーロボの戦闘状況に応じて射出転送が行われる。
『轟轟戦隊ボウケンジャー』Task.35ではミニコーナー「スーパー戦隊スペシャルファイル」にてボウケンジャーの1号ロボ・ダイボウケンと共に互いの必殺技を放つシーンが描かれた。
- スーパー戦隊シリーズにおいて最初に登場した巨大ロボットである。このバトルフィーバーロボの玩具が商業的成功を収めたことが、以降のシリーズ後継作でも様々な巨大ロボットが登場するきっかけの1つとなった。
- 当時はメイン商品として「DXバトルシャーク」が位置づけられ、ロボはその付属アイテムとして考えられていた。そのためシリーズでは唯一変形や合体などの機構は内蔵されておらず、デザイン面においてはシリーズ中でも特にシンプルかつスマートなものに仕上げられている。
- スーツは全身がFRPで造形されており、重量が大きく動きが制限されるものの、ロボットらしさを表現している。本作品と同じくエキスプロダクションが造型を担当した『大鉄人17』（1977年）ではFRPは部分的な使用にとどまっており、2年で大幅な技術向上があったとされる。
- 超合金での商品名は「バトルフィーバー」。放送終了後も度々再発売されたほか、2006年には超合金魂として発売された。
- 『太陽戦隊サンバルカン』44話で嵐山長官が考案した新ロボットはバトルフィーバーロボの設計図が流用されている。
- 初期企画『キャプテンジャパン』では、万能潜艦キャプテンベイザーから変形する救助用巨大ロボット「ネルソン」が設定されており、救助用装備を応用して戦うと想定されていた。

装備
ソードフィーバー
バトルフィーバーロボ登場時からの必殺武器で、両足脇のホルスターに各1本ずつ装備されている起爆装置付きの短剣（短刀）。必殺技は交差する形でソードフィーバーを敵に投げつけるクロスフィーバー。電光剣が登場して以降は電光剣・唐竹割りへの繋ぎ技として使われるようになり、バンク映像は新撮されたものと従来のものが併用されるようになった。
電光剣
第15話から登場した必殺剣。巨大な日本刀で、使わないときは鞘に収められ、刀身に「電光剣」と銘が刻まれている他、柄にはジャパンのJ、コサックのC、フランスのF、ケニアのK、アメリカのAの文字が入れられている。刀身に電気を吸収して力を増幅するため、敵の電気攻撃に対する防御にも応用可能。必殺技は、電光剣の刀身に宇宙エネルギーを集束し、円を描いて円月殺法で敵を斬る電光剣・唐竹割り、ロボの全エネルギーを電光剣に集めて敵の胴体を斬るバトルフィーバーパワー、最終回でのみ使われた大気中の宇宙エネルギーを電光剣に集めてロケット噴射で加速し敵めがけて投げつける最強最後の技電光剣ロケッター。
フィーバーアックス
巨大な鉞。メイン必殺武器以外で唯一特殊効果映像がある。
スティックアタッカー
石突き部分や槍頭とは逆側の端も尖った必殺武器以外では最も多用されたオーソドックスな一本槍。
チェーンクラッシャー
両手首から出す、ISO合金製の鎖。
アタックランサー
厚さ12メートルの鉄板を貫く三つ又の投げ槍。チェーンクラッシャーにつないで振り回すこともできる。
ケーンノッカー
先端にリングの付いた錫杖。劇中使用は第24話のみ。
バトルシールド
2万8千度の耐熱性能を誇るISO合金製の盾。バトルフィーバー隊のロゴと赤い円が描かれている。
ナックルパンチャー
両手に装備する、突起のついたメリケンサック。作中未使用。
クロスターン
額部の角をブーメランのように飛ばす。作中未使用。
ミサイル
両脚に内蔵されたミサイル。作中未使用。
日本刀
電光剣とは形状が異なる、名称不明の直刀。初出撃の第5話から使われ、電光剣の登場以降も必殺技の前の切り合いに使われる。
スペック
| 名称                 | 全長           | 全高          | 重量                     | スピード          | 出力               |
| -------------------- | -------------- | ------------- | ------------------------ | ----------------- | ------------------ |
| バトルシャーク       | 150 m[出典 27] |               | 5,000 t[70][71][注釈 27] | マッハ5[出典 27]  |                    |
| バトルフィーバーロボ |                | 58 m[出典 35] | 3,000 t[出典 35]         | マッハ10[出典 36] | 500万馬力[出典 36] |

## 秘密結社エゴス
サタンエゴスを神と崇めるエゴス教を信仰する秘密結社。首領であるサタンエゴスの言葉は、神官を務めるヘッダー指揮官を通して一般構成員に伝えられる。現代科学の枠組みを超えた原始科学を崇拝し、様々な怪人を生み出す。主に親子の信頼関係を破壊したり、子供たちを怠け者にしたりするなど人間社会を混乱させる作戦を行い、人間の欲望を煽り、エゴス教の信者を増やして「呪われた科学の産物」である現代文明の破壊を目的とする。サタンエゴスを信じるようになった人間は額に赤いXの文字が浮かび、エゴスの忠実な下僕になる。
バトルフィーバーたちの正体に最初は気づいておらず、物語初期は一般市民を勧誘して悪用したり、毒入りの食べ物を撒いたりするなどの無差別的な攻撃や、新兵器や宝を所持する者（主に科学者）を誘拐・殺害して横取りするなどの作戦が多かった。物語中盤で全員の正体を知ってから（後述）は、毎回メンバーの誰か1人をつけ狙う作戦をよくとるようになった。
各キャラクターの身長・体重などの設定はない。
サタンエゴス
神として崇められる正体不明の像で、エゴスの首領。黒い頭巾とローブで包まれている。怪人製造カプセルに遺伝子伝達光線を発することで怪人を誕生させる。
基本的には部下たちに命令や叱咤するのがもっぱらの役回りであるが、作中で敵司令官の鉄山将軍について分析した際、判断力と行動力について敵ながら高い評価を与え警戒する、またバトルフィーバーたちの殺気と怪人の慢心を見抜くなど、首領としてただ闇雲に攻撃命令を出すだけではない冷静な分析力も持つ。第15話では、食べ物を利用した作戦の失敗（第13話）を繰り返すことを懸念するヘッダーに「失敗を恐れてはならん」と諭している。
最終話では自ら巨大化してバトルフィーバーロボと戦う。クロスフィーバーをあっけなくはじき返し、強大な超能力で猛烈な風を発生させて大いに苦しめたが、電光剣をロケット噴射で投げつける技・電光剣ロケッターに敗れ、同時に世界各地に残る全てのエゴス信者たちも絶命。緑色の血液を持つその正体は謎のまま明かされることはなかった。
- デザインは久保宗雄が担当。具体的な存在感がある悪ボスであった『ゴレンジャー』の黒十字総統との差別化を図るため、抽象的なボスにしようと、最初に実はアジトの中心にあるサタンエゴスの象徴体が本体というイラストを描き、飯塚が喋る場面では、キラキラと象徴体が輝くギミックが仕込まれている。久保は、手前の水晶の多面体が本体で黒い布に覆われた人型の方は崇拝のための偶像と想定していた。宙にこの象徴が浮いているようにデザイン画を描いており、劇中での描写はないが、アジトは自在に地中を移動するなど神出鬼没で、祭壇とこの部屋のみが残っていれば場所をどこにでも移すことが可能であるという裏設定があったという。

ヘッダー指揮官
第1 - 51話に登場。サタンエゴスに絶対の忠誠を誓う神官にして剣術邪神流の達人。邪神流は、倉間鉄山将軍の一光流と対立関係にある流派。怪人より格下であるため、彼らの無理難題に振り回されることも多かった。普段はサタンエゴスの立案した作戦を実行に移す役割を担い、本部内でカットマンやエゴス怪人に行動指示を与えるが、たまに前線に出てバトルフィーバー隊と直接戦うこともあり、19話では、サイを両手に持って戦い、BF隊を苦しめた。常備した短剣は、16話で正夫を牽制する際に使用した。武器は目から出す怪光と剣。
師匠である鬼一角を殺害し、「二代目鬼一角」を襲名。その後、夜にパトロール中のフランスとケニアを襲い負傷させ、暗殺団を率いて鉄山の恩師である藤波白雲と兄弟弟子である尾上竜山を殺害。駆けつけたバトルフィーバーは「雑魚に用はない」と切り捨て、味方のオニヒゲ怪人ですら邪魔者呼ばわりし、鉄山と一騎討ちに挑み一時的に失明させるも最終的には敗れる。その後ヘッダー怪人として復活するもペンタフォースによって敗北。しかし、目玉だけがフィーバー基地に潜入し、再び蘇る。時限爆弾で基地を爆破しようとした寸前、九太郎の冷凍ガスで凍結させられ、バトルコサックの熱線銃で消滅した。弟のヘッダーロボットはクロスフィーバーや唐竹割りに敗れても即座に蘇りロボを苦しめるも、唐突に編み出したバトルフィーバーパワーで倒される。エゴス内ではかなり慕われていた人格者のようで、彼が死亡した際にはサロメや多くのエゴス隊員が号泣した。
- 潮建志版と石橋雅史版では頭部の装飾の形状の他、雰囲気や言葉遣いが異なっている。スキンヘッドにしていた潮と異なり石橋はかつらを着用するため、地肌との継ぎ目を隠すために装飾が追加された。
- デザインは久保宗雄が担当。デザイン画は潮が演じることを想定して潮が凄んだ時の顔をイメージしてデザインされた。数珠を持たせ、アジア的な要素が取り入られており、デザインを担当した久保はコンセプトを「メカニック袈裟」と称している。
- ヘッダー怪人のデザインも久保宗雄が担当。エゴス怪人の1体として描かれていた顔が体中に付いた怪人のラフデザインを基にしており、完成デザイン時に顔をヘッダー風に描き変えている。

サロメ
第19 - 52話に登場。ヘッダー指揮官の弟子である女幹部。アメリカ支部にその人ありと言われていながら、日本支部着任までその存在はサタンエゴスに知られていなかった。レスリングを主体とした格闘術で戦う。変装の名手で、ペンタフォースに耐える強靭な身体の持ち主。「世界最強の美女」の異名を持ち、時に「御子」である怪人を見下すような言動も見せる。彼女の持つ手鏡は光線を発射可能な上、打撃武器としても使用可能で、発信機も内蔵されている。
最終話で一乗寺綾子という探偵に変装し、エゴスを裏切ったと見せかけてバトルフィーバーを罠にかけるも、サタンエゴスの脱出によって発生した瓦礫の下敷きになり、その死による基地爆発により死亡した。
- デザインは久保宗雄が担当。デザインはアメリカンコミックの『ヴァンピレラ』を意識している。久保は、マキ上田が演じるとは知らされていなかったため、イメージとは異なるものになったと述べている。

エゴス怪人
サタンエゴスによって生み出される怪人たち。彼らはサタンエゴスの息子（娘）として扱われ、サタンエゴスを「父上」と呼ぶ。名称は「○○怪人」。組織内ではヘッダーやサロメより上位で、ヘッダーたちからは「御子（）」として崇められているが、青すじ怪人などはヘッダーに敬語を使っていた。また、ネンリキ怪人、ハイド怪人、ゲンソウ怪人など人間を改造した怪人や、人間体とは別に怪人バラリンカ、格闘技怪人のように怪人形態でも人間とほぼ同じ姿をした怪人もいる。また、ツララ怪人は出撃まで百万年間眠り続けていたと自称している。
- 初期は古代の仮面や民芸品をモチーフとしていたが、何の怪人かわかりにくいというスタッフの指摘や脚本でのモチーフの指定があったことなどから、徐々にモチーフのわかりやすいデザインへと変更された。

怪人製造カプセル
サタンエゴスが怪人を誕生させる際に使う大型装置。実は装置自体が生物であり、会話したり飛行したり、体から機関砲を出したりすることも可能。誕生したエゴス怪人の能力を解説することもあるが最終話で会話をするようになった。あらゆる熱エネルギーを吸収する性質があり、物質や生命体を飲み込んでミクロ化して溶かす。外部からの攻撃は一切通用しない。最終話でバトルフィーバーを体内に取り込んで、バトルフィーバー怪人を作ろうと企むが、バトルフランスに弱点である心臓を発見され、そこをペンタフォースで破壊されて消滅した。
- デザインは心臓をモチーフとし、人工子宮のイメージも加えられている。デザイン画での名称は「人工カプセル」。
- 怪人製造機のコンセプトは、映画『デモン・シード』が参考にされている。

カットマン
一般戦闘員。黒とグレーに彩られた覆面と服を着ている。日本語を話す場合もある。分子細胞を振動させ壁などを通り抜ける特殊能力を持つ。主な武器は剣とマシンガン。第27話では軍服とヘルメットを装備したエリート部隊・特務軍団員が登場。劇中で「ミミズの化身」と説明され、事実、彼らの怨念が合体して生まれたミミズ怪人はその親玉的存在であり、カットマンの頭部と酷似した頭部となっている。第33話ではバトルコサックこと謙作を射殺することに成功している。
- デザインは久保宗雄が担当。マスクの目は東映版『スパイダーマン』のスパイダーマンと同じ素材を使用しており、形状もスパイダーマンと同じものになっている。デザイン画ではマスクに縦にラインが入っているのみでノゾキがなく、スチール撮影会ではフェイスペイントで表現されたが手間がかかったため変更された。

諜報部員
第21話に登場。ゼロワンとゼロツーの忍者の格好をした女性二人組。

特殊部隊
第21話に登場したサロメ直属の特殊部隊で、頭にストッキングを被っている。

### エゴスの戦力
悪魔ロボ（悪魔ロボット）
エゴス怪人の弟や妹（それぞれの性別と同一）と称される同型の巨大ロボットで、頭部（あるいは胸部）にエゴスのシンボルが付加されている。ロボットなので、しゃべることはできない。初登場の第5話では地下工場で建造された。怪人が死ぬ間際や窮地に陥ると「弟（妹）よー!」という絶叫に呼び寄せられて出現するのが基本パターン。他の戦隊の巨大戦のように怪人がやられる間際に悪魔ロボットを呼んだり、健在なうちに呼んだが悪魔ロボが来る前に怪人が倒されてしまったりという展開も多いが、バトルジャパンが単独もしくは数人を伴いバトルフィーバーロボに搭乗して残りのメンバーが怪人と戦っている最中に悪魔ロボットとの戦闘を開始することもあった。第5話以降の怪人でも魔術怪人、黒仮面怪人、カラクリ怪人はロボットが存在しない。第51話でヘッダー怪人の力でドグウロボ、ギンガロボ、スポーツロボの3体が幽霊のような形で蘇ったことがある。
エゴス戦闘機
一人乗りの小型戦闘機。機体色は黒。武器は機体側面の2門の機銃。三機編成で攻撃を行う。

## キャスト
初代バトルコサックには『ゴレンジャー』のミドレンジャー / 明日香健二を演じた伊藤武史、2代目バトルコサックには『人造人間キカイダー』のキカイダー / ジローなどを演じ、既に中堅俳優としてのキャリアも持っていた伴直弥が起用された。バトルコサックの交代は、伊藤武史が「結婚するので降板したい」と申し出たからだと吉川進は回想している。
その他の主演俳優も谷岡弘規は当時29歳、倉地雄平は当時27歳、伴直弥は当時32歳といった具合に、中堅層を揃えている。倉地は、オーディションではなく直接オファーであったと証言しており、吉川が『スパイダーマン』の出演者から選んだのだろうと推測している。
バトルケニア・曙四郎役にはスタントマンとして活躍してきたJACの大葉健二が起用され、変身前と変身後のスーツアクターを両方演じた。大葉は後楽園ゆうえんちで行われていたショーにも出演しており、「バトルケニアが敵に捕まってマスクを外される」という演出でテレビと同じ俳優であることを印象付けた。大葉は翌年の『デンジマン』でもスーツアクターを兼ねたレギュラー役、そして1982年には単独主人公役の『宇宙刑事ギャバン』へと抜擢された。
初代ミスアメリカ役は当時のアグネス・ラム人気にあやかって、モデルのダイアン・マーチン（役名同じ。オープニングでは「D.マーチン」と表記）が起用されたが、スケジュールの都合が次第につかなくなり、交代を余儀なくされた。マーチンは英語しか話せなかったので、変身後のスーツアクトレスである小牧リサがアフレコを担当した。
倉間鉄山将軍役としては東映時代劇の名優・東千代之介が招聘され、当時話題となった。吉川進と「東京放映」社長・香山新二郎は懇意であり、その東京放映に所属していた東千代之介とも交流があったため、声をかけやすかったという。
後に声優業へと転身しアニメ番組『タッチ』にて一躍脚光を浴びることになる日髙のり子が、本名の伊東範子でレギュラー出演している。またビューティ・ペアとして活躍し、引退間もないころの元女子プロレスラー・マキ上田が悪役として途中からレギュラー入りしている。

### ヘッダー指揮官の映像の差し替えについて
開始当初は潮建志が敵幹部のヘッダー指揮官役を演じていたが、覚醒剤所持容疑で逮捕されたのを受け本作品からも降板となり、第4話にゲスト出演したばかりの石橋雅史が、急遽その後を継ぐことになった。潮の逮捕は放送が開始されて間もない3月第1週だったことから、未放送・ネット開始前の地域も含まれた地方局への悪印象を防ぐ意味でも、過去に潮が演じた映像を可能な限り石橋の映像に差替え、保存用ネガを改変していた。初回放送時のフィルムは経年劣化が著しい上に所在が不明となっている。
例外的に潮による映像をそのまま用いているものとしては、第1話のラストシーンや第3話のエンディング、第5話の坂口（国防省高官）移送シーンなどの細かいカット、第4話と第6話の全編などが挙げられる。第4話の差し替えが行われなかったのは、石橋がゲストとして潮演じるヘッダーと同一の画面にいるため、第6話は、ヘッダーの出番がエゴス基地内に留まらず屋外ロケにまで及んでいることで、全カットの撮り直しが困難だったため、第8話は、初回放送の時点で潮による映像は後ろ姿しか使われていなかったためである。
初回放送時の映像・声の使用、およびクレジットは以下の通りである。
- 第1話 - 第6話
  - 演・声 - 潮建志（クレジットは「ヘッダー指揮官」、第6話はクレジットなし）
- 第7・8話
  - 演 - 潮建志（クレジットなし、第8話は後ろ姿のみ）、声 - 石橋雅史（クレジットは「ヘッダー指揮官の声」）
- 第9話以降
  - 演・声 - 石橋雅史（クレジットは「ヘッダー指揮官」）

### レギュラー・準レギュラー
- 伝正夫 / バトルジャパン - 谷岡弘規[注釈 33]
- 白石謙作 / バトルコサック - 伊藤武史（第1 - 33話）[注釈 34]
- 神誠 / バトルコサック - 伴直弥（第33 - 52話）
- 志田京介 / バトルフランス - 倉地雄平
- 曙四郎 / バトルケニア - 大葉健二
- ダイアン・マーチン / ミスアメリカ - D.マーチン（第1 - 24話）
- 汀マリア / ミスアメリカ - 萩奈穂美（第24 - 52話）
- 倉間鉄山 - 東千代之介[注釈 35]
- 中原ケイコ - 伊東範子[注釈 36]
- 上野トモコ - 菅野啓子（第19 - 52話[注釈 37])
- 中原マサル - 佐藤たくみ[注釈 38]
- 青葉ミドリ - 司ゆり（第1 - 15話[注釈 39]）
- 上野ユキ - 佐藤三千代（第27・29・46話）
- 浜村昭夫 - 吉宮慎一（第1 - 6話[注釈 40]）
- 青木茂雄 - 鈴木誠司（第10・19話）
- ヘッダー指揮官
  - 第8話までの撮影、第6話までの声 - 潮建志
  - 第7話以降の声、第9話以降の撮影、および第7話までの差し替え分 - 石橋雅史[注釈 41]
- 女幹部サロメ - マキ上田（第19 - 52話）

### 声の出演
- ダイアン・マーチン（吹き替え）/ ミスアメリカ - 小牧リサ（第1 - 14・17 - 24話）、横沢啓子（第15・16話）[104]
- 九太郎 - 京田尚子[105]（第7 - 52話）
- サタンエゴス - 飯塚昭三
- ナレーター - 大平透

### ゲスト
※エゴス関係は放送リスト参照。
- コウモリ傘の女[注釈 42]：鹿沼エリ（第1話）
- ペットショップの店主 - 相馬剛三（第1話）
- 国防省幹部 - 河合絃司、加地健太郎、高野隆志（第1話）
- ボスナー・マーチン（ダイアンの父） - デビッド・フリードマン（第1・24話[注釈 43]）
- ボスナー・マーチンの声（翻訳機音声） - 依田英助（第1話）
- 天野ひかる - 橘麻紀（第2話）
- 秋山家（第2話）
  - 秋山姉弟の母 - 船場牡丹
  - 秋山美代子 - 柿崎澄子
  - 秋山こういち - 小塙謙士
- ヒデミ - 神亜子（第2話）
- 中井課長 - 若井俊二（第2話）
- サラリーマン - 竹内靖（第2話）
- 東英社編集長 - 曽我町子（第3話）
- 科学雑誌の編集員 - 新井和夫（第3話）
- ベンガルの虎 - 石橋雅史（第4話）
- 瀬川参謀 - 橋本春彦（第4話）
- リポーター - 大宮悌二（第4話）
- 坂口家（第5話）
  - 坂口情報局長 - 勝部演之
  - 坂口陽子 - 蝦名由紀子
  - 坂口健一 - 広瀬容一
- ケン - 安藤聖一（第6話）
- 警官 - 佐藤晟也（第6話）
- 豊田英夫 - 竹内実（第7話）
- 看護婦 - 藤山律子（第7話）
- 消防士 - 栗原敏（第7話）
- 警察官 - 高橋利道（第7話）
- 松井家（第8話）
  - 姉 - 大山いづみ
  - 松井幸司 - 安藤一人
- ドクター米山 - 杉義一（第8話）
- 片山家（第9話）
  - 片山真一郎 - 土門峻
  - 片山光子 - 三原順子
  - 片山いさむ - 長谷川学
- 銃砲店の主人 - 関山耕司（第9話）
- 白い和服の美女[107] - 森愛（第9話）
- 大原理事[107] - 弘松三郎（第10話）
- 森山先生 - 須永慶（第10話）
- 子供たち - 岸祐一、浅田善幸、大森直人、秋田真貴（第10話）
- 女教師 - 麻志奈純子（第11話）
- 怒りん坊 - 福田信義（第11話）
- 抜け作 - 木村英幸（第11話）
- 弱虫 - 原田徹也（第11話）
- 野方純子 - 潤真理子（第12話）
- 鈴本家（第13話）
  - 鈴本雄三 - 滝雅也
  - 鈴本八重子 - 大井小町
  - 鈴本雄一 - 財前正己
  - 雄一の姉 - 木内恒子
- ルミ - 渡辺明美（第13話）
- トキオ - 藤井謙尚（第13話）
- 大山洋平 - 草鹿宏（第14話）
- 水沢家（第14話）
  - 水沢久美子 - 三浦リカ
  - 水沢美代子 - 佐藤美千代
- カットマン[要出典] - 河原崎洋夫（第14話）
- 殺し屋カトリーヌ[109] - 梅田智美（第15話）
- 雷太 - 堰口未来雄（第15話）
- シェフ[107] - 久地明（第15話）
- ブラック・タイガーマリー - ミッチー・ラブ（第16話）
- 沖山満 - 内田直哉（第16話）
- ブラック・スネーク - 横田利美（第16話）
- 鳥島家（第17話）
  - 鳥島太一博士 - 大泉滉
  - 鳥島大助 - 大泉滉（二役）
- 黒田 - 柄沢英二（第17話）
- レーシングドライバー（特別出演） - 寺田陽次朗（第17話）
- 岩本家（第18話）
  - 岩本所長 - 田畑孝
  - 岩本一樹 - 中村肇
  - お婆ちゃん - 武知杜代子
- 寮長 - 谷本小夜子（第20話）
- 掃除婦 - 団巌（第20話）
- 有島家（第21、22話）
  - 有島千造 - 河合絃司
  - 有島しのぶ - 浅川薫
- 諜報部員（第21、22話）
  - ゼロワン - 賀川雪絵
  - ゼロツー - 美山利恵
- キャサリン・マーチン（ダイアンの妹） - ルイズ・フィリップ（第24話）
- 老婆 - 折原啓子（第24話）
- 栗原小百合 - 小牧リサ（第25話）
- 監督 - 相馬剛三（第25話）
- 夢野会長 - 山本武（第25話）
- 山田 - 菊地太（第25話）
- 明 - 安藤勝明（第26話）
- 少女時代のマリア - 浜村砂里（第26話）
- 看護婦 - 村松美枝子（第26話）
- マリアが弟のようにかわいがっていた少年 - 富士圭一（第26話）
- タケシ - 浦崎真之夫（第27話）
- 中井家（第28話）
  - 中井信也 - 当銀長太郎
  - 中井秋子 - 杉本真知子
  - 中井哲也 - 大熊昌明
- 香坂静香 - 中田彩子（第29話）
- 秋田良夫 - 森祐介（第29話）
- ユキの友達 - 柳瀬弘美、桑野聡子、海老原里美、臼田檀（第29話）
- タクシー運転手 - 菊地太（第29話）
- 女学生 - 本庄典子、高橋美千夜、野口美智子（第29話）
- 岩田家（第31話）
  - 岩田鉄男 - 佐藤蛾次郎
  - 岩田幸子 - 滝口千浪
- 村長 - 寄山弘（第32話）
- 山中美代 - 野川愛（第32話）
- 村野義雄 - 遠藤憲一（第32話）
- 三村家（第33話）
  - 三村教授 - 大木史郎
  - 三村まゆみ - 松下実加
- 神父 - E・アルテンバイ（第33話）
- 作業員 - 山浦栄（第33話）
- 看護婦 - 八百原寿子（第33話）
- 神明 - 鴨原敏明（第34話）
- 新車の持ち主 - 杉欣也（第34話）
- 大富豪 - 飯塚昭三（第35話）
- 大田黒慎造 - 依田英助（第35話）
- 支配人 - 佐藤晟也（第35話）
- 大富豪夫人 - 伊藤慶子（第35話）
- 使用人 - 小甲登枝恵（第35話）
- 八百屋 - 佐川二郎（第35話）
- 八百屋の妻 - 岩岡洋子（第35話）
- 秋山家（第36話）
  - 秋山五郎 - 春田純一
  - 秋山美子 - 里見和香
- 鬼塚刑事 - きくち英一（第36話）
- 太田久美 - 田中さつき（第36話）
- 支配人 - 高崎良三（第36話）
- 久美の母 - 伊藤慶子（第36話）
- 前田武 - 黒田務（第37話）
- 武の母 - 重盛てる江（第37話）
- ミス・フジコ - 高橋みどり（第38話）
- 仮装パーティーの客 - 平野真理、土橋博行、佐藤勉（第38話）
- 関根直人 - 香山浩介（第39話）
- 安原教授 - 時本武（第39話）
- 高松教授 - 宮沢元（第39話）
- 典子 - 岡本美佐子（第39話）
- 北条達也 - 七五三木猛明（第40話）
- 達也の母 - 西川ひかる（第40話）
- 松野 - 平井一幸（第41話）
- 矢吹 - 森祐介（第41話）
- 関根家（第42話）
  - 関根功 - 阿部健多
  - 関根洋子 - 史織ゆき
  - 関根弘 - 原田潤
- 暗殺者ジャッカル[109]（竹内剛） - 友田僚（第43話）
- 医者 - 高野隆志（第43話）
- 看護婦 - 小野寺えい子（第43話）
- めぐみ - 鈴木雅美（第43話）
- 看護婦 - 高田早苗（第43話）
- 医師 - 松下昌司（第43話）
- 片目 - 田辺進三（第44話）
- 月影一郎太 - 宍戸久一郎（第44話）
- 月影一族 - 劇団幻想劇場（第44話）
- 健太 - 矢葺義晴（第45話）
- 大沢博士 - 林孝一（第45話）
- 医師 - 山田光一（第45話）
- 健太の両親 - 中山照雄、増田くみ子（第45話）
- 井川卓郎 - 佐伯貴宏（第46話）
- 卓郎の担任 - 秋山欣也（第46話）
- 卓郎の母 - 三上瓔子（第46話）
- 少年 - 細木直浩（第46話）
- 少女 - 橋本昌枝（第46話）
- 堀内家（第47話）
  - 堀内豊 - 日吉としやす
  - 堀内実 - 庄野聡
  - 堀内君子 - 中嶋朋子
- 相手チームの監督 - 岩城力也（第47話）
- 茂太 - 藤森政義（第48話）
- 加代 - 中村和泉（第48話）
- 茂太と加代の父 - 稲川善一（第48話）
- 灯油屋 - 平松慎吾（第48話）
- 村井良子 - 伊東しず子（第49話）
- 怪しい男[110] - 花巻五郎（第49話）
- 鬼一角 - 高杉哲平（第50話）
- 藤波白雲 - 真弓田一夫（第50話）
- 尾上竜山参謀 - 柳沢紀男（第50話）
- 一乗寺綾子 - 鹿沼エリ（第52話）
- マサルの友人 - 河松義浩、谷田川知恵（第52話）

### スーツアクター
番組開始当初の技斗はビッグアクションが担当しており、ジャパン・アクション・クラブ (JAC)は『スパイダーマン』に携わっていた。バトルケニア役の大葉健二はJAC所属だが、あくまで一人の俳優としての参加であって、クラブ全体が『バトルフィーバーJ』に参与する予定はなかった。
しかし、JACの金田治が『スパイダーマン』終了とともに『バトルフィーバーJ』に移行し、第7話から技斗の担当となった。これに伴いバトルコサックのスーツアクターも、同作品でスパイダーマン役だった古賀弘文に交代した。ただ闇雲に人員を変更して視聴者に違和感を抱かせるのは金田の本意ではなかったので、他のスーツアクターは続演している。また、金田は高橋一俊によるキャラクター付けを高く評価しておりこれを引き継いでいる。
後にミスアメリカ役の小牧リサも交代しているが、これは負傷が理由である。この他、バトルフィーバーロボを鈴木弘道が演じたとする資料があるが、鈴木自身はこれを否定している。ミスアメリカのオートバイスタントは、タケシレーシングチーム所属の男性スタントマンが演じた。
第1話の初変身シーンは、変身前俳優の5人がスーツアクターを務めた。
- バトルジャパン[出典 38] - 新堀和男
- バトルコサック（第1 - 6話）[112][114] - 渥美博
- バトルコサック（第7話以降）[111][114] - 古賀弘文
- バトルコサック[62] - 剣持誠
- バトルフランス[112][114] - 橋本春彦
- バトルフランス[112][114] - 益田哲夫
- バトルケニア[出典 39] - 大葉健二
- バトルケニア（代役）[出典 40]、ミスアメリカ（スタント）[出典 41] - 喜多川務
- ミスアメリカ（第1話 - 12話）[114][注釈 44] - 小牧リサ
- ミスアメリカ（第13話以降）[114][118][注釈 45] - 小野寺えい子
- バトルコサック（代役）[121]、エゴス怪人[122]、カットマン[123][121]、バトルフィーバーロボ（一部）[122][121] - 柴原孝典
- タマゴ怪人[120] - 沢田祥二
- エゴス怪人（ゼニゲバ怪人ほか）[124] - 竹田道弘
- バトルフィーバーロボ[121] - 藤川聡
- その他 - 城谷光俊[125]

## スタッフ
- 原作 - 八手三郎
- 連載 - テレビマガジン、おともだち、たのしい幼稚園、テレビランド、冒険王
- 脚本 - 高久進、上原正三、江連卓、曽田博久
- プロデューサー - 落合兼武・菅野哲夫（41話-）（テレビ朝日）、吉川進・折田至（東映）
- 音楽 - 渡辺宙明
- 演奏 - コロムビア・オーケストラ（コロムビアレコード SCS-468）、マジカルスペース・オーケストラ（コロムビアレコード CQ-7019）
- 撮影 - 加藤弘章、相原義晴、いのくままさお、石橋英敏
- 照明 - 中川勇雄、吉岡伝吉、富樫広哉、石垣敏雄、富樫政雄
- 美術 - 井上明、森田ふみよし
- 録音 - 上出栄二郎、佐藤修一、広上益弘
- 効果 - 阿部作二
- 選曲 - 石川孝
- 編集 - 松谷正雄、成島一城
- 助監督 - 稲垣信明、坂本太郎、服部和史、青木弘司、小中肇
- 計測 - 黒須健雄、小林啓二、内田正司、石山信雄、小泉貴一
- 記録 - 石川和枝、南口倫子、栗原節子、福島勇子
- 進行 - 沼尾和典、桐山勝、長橋勇、奈良場稔
- 装置 - 紀和美建
- 操演 - 佐藤幹雄
- 美粧 - 太陽かつら
- 衣裳 - 鷹志衣裳
- 技斗 - 高橋一俊（ビッグアクション）、金田治（ジャパン・アクションクラブ）
- 視覚効果 - デン・フィルム・エフェクト
- 合成 - チャンネル16
- 現像 - 東映化学
- キャラクターデザイン - 企画者104
  - ヒーローデザイン原案 - 開田裕治（ジャパン、ケニア、アメリカ）、久保宗雄（フランス、コサック）
  - 怪人デザイン - 久保宗雄、野口竜（24 - ）、板橋しゅうほう（39 - ）、増尾隆之
- キャラクター制作 - エキスプロダクション
- メカニック制作 - ヒルマモデルクラフト
- オートバイ協力 - 鈴木自動車
- 車輌協力 - MAZDA
- 振付 - 清水秀男
- 舞踊 - 国際アートダンサーズ
- 特撮 - 特撮研究所
  - 操演 - 鈴木昶
  - 美術 - 大澤哲三
  - 撮影 - 高橋政千
  - 照明 - 日出明義
  - 特撮監督 - 矢島信男、佐川和夫
- 監督 - 竹本弘一、広田茂穂、山田稔、平山公夫
- 制作 - テレビ朝日、東映、東映エージエンシー

## 音楽

### 主題歌
第2話まではオープニングとエンディングの両方にクレジットされたが、第3話以降はエンディングにのみクレジットされる。
オープニングテーマ「バトルフィーバーJ」
作詞：山川啓介 / 作曲・編曲：渡辺宙明 / 歌：MoJo、コロムビアゆりかご会、フィーリング・フリー
名乗りから戦闘シーンにかけての挿入歌としても使われている。初期はバトルフィーバーロボの発進から戦闘シーンにかけても使われた。
当初録音されたものが「やや軽い感じになってしまうから」という理由でNGとなり、フィーリング・フリーによるスキャットを減らす形で再録音された。NGバージョンもそのまま没とされたわけではなく、予告編音楽として使われたほか、挿入歌としての使用例もある。また、NGバージョンは音源が行方不明になっていた時期があったが、1997年に音源が発見され、『バトルフィーバーJ〜オルターネートヴァージョン〜』のタイトルで、『東映戦隊ヒーロー バトルミュージックコレクション』（COCC-14061 日本コロムビア）に収録された。この他キングレコードからは、たいらいさおが歌うカバー版が存在する。
エンディングテーマ「勇者が行く」
作詞：八手三郎 / 作曲・編曲：渡辺宙明 / 歌：MoJo
当初は「明日の戦士たち」がエンディングテーマとなる予定だったが、同曲がNGになったため急遽製作された。テレビサイズはイントロが短く、終わり方がフルサイズと異なる。エンディングの映像は第3話からバトルフィーバーロボの戦う姿を映している一方、第2話まではバトルフィーバー隊が富士山の麓で乗馬をした後、伝正夫から順に特技をしている姿が登場する。白石謙作ではスキーをする姿が映され、これは『ザ・ボディガード』第10話「グランドキャニオンの殺人者」で主人公が滑走するシーンを流用しており、千葉真一が吹き替えではなく、自らカリフォルニア州に聳えるマンモスマウンテンのバックカントリーをスキーで滑走しているフィルムである。この映像は1974年5月6日のドキュメンタリー『千葉真一 4,000メートルのマンモスマウンテンを滑る』（東京12ch）で全編が放送され、『ザ★ゴリラ7』のオープニングや合同酒精「ワリッカ」のCMでも使用されている。

### 挿入歌
「バトルフィーバー大出撃」（第23話、24話、26話、31話、35話）
作詞：保富康午 / 作曲・編曲：渡辺宙明 / 歌：水木一郎、こおろぎ'73、コロムビアゆりかご会
当時発売された音源ではテンポが変わる部分に水木一郎のセリフが被せられているが、このセリフがないバージョンも音源として残されており、劇中で使われている。
「バトルフィーバー讃歌」（第23話）
作詞：保富康午 / 作曲・編曲：渡辺宙明 / 歌：水木一郎、こおろぎ'73、コロムビアゆりかご会
「明日の戦士たち」（第22話、40話、46話、47話、49話、52話）
作詞：山川啓介 / 作曲・編曲：渡辺宙明 / 歌：MoJo、こおろぎ'73
前述のように本来はエンディングテーマとして作られた歌のため、テレビサイズも録音されている。劇中では中盤以降物語のクロージングとして多用されたが、放送当時は発売されず、1996年に発売された『バトルフィーバーJ MUSIC COLLECTION』で初商品化となった。

### 劇伴
本作品の劇伴曲は、シリーズでは初めてレコード化を前提としてステレオで録音された。楽曲は複数の曲を繋いで1トラックとする組曲形式で録音され、『組曲バトルフィーバーJ』のタイトルで発売された。曲がクロスフェードしている箇所もあり、単純に曲ごとに切り離しただけでは映像に合わせるのに不都合が生じてしまうため、映像では各トラックを曲ごとにトラックダウンし直し、モノラルに変換したものを使用している。他方で、組曲に含まれない曲は従来通りモノラルで録音されている。
組曲形式で録音する都合上、楽曲がトラックごとに一つの流れを作る形にしなければならないという作曲上の制約があり、そのため楽曲の絶対数が不足してしまうという事態が発生した。組曲に含まれない曲を加えても曲数の不足を補いきれず、また不足分を補うための追加録音も行われなかった。
そのため、本作品では渡辺宙明が過去に作曲した楽曲を流用することで、この不足分を補っている。このようなケース自体は当時は珍しくなかったが、本作品ではペンタフォース（人造人間キカイダー M-51）やクロスフィーバー（五番目の刑事 M-25）、電光剣・唐竹割り（イナズマン M-12T2、同作品の予告編用楽曲）といった必殺技のテーマ曲が、ことごとく過去作品からの流用である点が特徴になっている。巨大ロボット戦の描写として『大鉄人17』からも多くの楽曲が流用されている。
本作品の歌曲は、一部の曲に存在する別バージョンを除く全5曲とシリーズ中最少であり、また放送当時は作品単体でのアルバムには収録されなかったが、「明日の戦士たち」を除く挿入歌2曲は主題歌を含めたシングル盤として発売された。
また本作品より、大泉音映の前身である東映大泉撮影所録音部の阿部作二が効果技師として参加、以降20年以上にわたってスーパー戦隊シリーズの効果音を手掛けた。

## 放送日程
| 放送日         | 放送回 | サブタイトル      | 登場怪人・エゴスの構成員                                                          | 登場悪魔ロボット                     | 脚本     | 監督     |
| -------------- | ------ | ----------------- | --------------------------------------------------------------------------------- | ------------------------------------ | -------- | -------- |
| 1979年02月03日 | 1      | 突撃!! 球場へ走れ | - コウモリ怪人（声 - 大宮悌二） - キバジシ怪人                                    | -                                    | 高久進   | 竹本弘一 |
| 2月10日        | 2      | エゴス怪人製造法  | - キバジシ怪人（声 - 大宮悌二）                                                   | -                                    | 上原正三 | 竹本弘一 |
| 2月17日        | 3      | スパイを探せ！    | - デスマスク怪人（声 - 曽我町子）                                                 | -                                    | 高久進   | 広田茂穂 |
| 2月24日        | 4      | 超魔力の罠だ！    | - ネンリキ怪人（声 - 石橋雅史）                                                   | -                                    | 上原正三 | 広田茂穂 |
| 3月03日        | 5      | ロボット大空中戦  | - バッファロー怪人（声 - 渡部猛）                                                 | - バッファローロボット               | 高久進   | 竹本弘一 |
| 3月10日        | 6      | 万能戦艦発進せよ  | - ドグウ怪人（声 - 渡部猛）                                                       | - ドグウロボット                     | 上原正三 | 竹本弘一 |
| 3月17日        | 7      | お家が燃える！    | - 火の玉怪人（声 - 清川元夢）                                                     | - 火の玉ロボット                     | 高久進   | 広田茂穂 |
| 3月24日        | 8      | 鉄腕エースの謎    | - スポーツ怪人（声 - 杉義一）                                                     | - スポーツロボット                   | 上原正三 | 広田茂穂 |
| 3月31日        | 9      | 氷の国の女        | - ツララ怪人（声 - 坂井すみ江）                                                   | - ツララロボット                     | 高久進   | 竹本弘一 |
| 4月07日        | 10     | ナウマン象を見た  | - ナウマン怪人（声 - 依田英助）                                                   | - ナウマンロボット                   | 上原正三 | 竹本弘一 |
| 4月14日        | 11     | ペット誘拐大事件  | - コブラ怪人（声 - 青森伸）                                                       | - コブラロボット                     | 高久進   | 広田茂穂 |
| 4月21日        | 12     | 呪い殺法バラ吹雪  | - 怪人バラリンカ（演 - 潤真理子）                                                 | - バラリンカロボット（演：潤真理子） | 江連卓   | 広田茂穂 |
| 4月28日        | 13     | 金の卵と目玉焼き  | - タマゴ怪人（声 - 大宮悌二）                                                     | - タマゴロボット                     | 上原正三 | 山田稔   |
| 5月05日        | 14     | 美女と野獣の結婚  | - ギンガ怪人（声 - 大宮悌二）                                                     | - ギンガロボット                     | 上原正三 | 山田稔   |
| 5月12日        | 15     | エゴスの地獄料理  | - カタツムリ怪人（声 - 渡部猛）                                                   | - カタツムリロボット                 | 高久進   | 竹本弘一 |
| 5月19日        | 16     | 格闘技！闇の女王  | - 格闘技怪人（演 - 大前鈞）                                                       | - 格闘技ロボット（演 - 大前鈞）      | 江連卓   | 竹本弘一 |
| 5月26日        | 17     | 怪物マシンを奪え  | - 青スジ怪人（声 - 大宮悌二）                                                     | - 青スジロボット                     | 上原正三 | 広田茂穂 |
| 6月02日        | 18     | 鳩よ悪の巣へ急げ  | - マグネット怪人（声 - 大宮悌二）                                                 | - マグネットロボット                 | 上原正三 | 広田茂穂 |
| 6月09日        | 19     | 世界最強の美女!!  | -                                                                                 | -                                    | 高久進   | 竹本弘一 |
| 6月16日        | 20     | 危険な幽霊狩り    | - ギザ歯怪人（声 - 青森伸）                                                       | - ギザ歯ロボット                     | 曽田博久 | 竹本弘一 |
| 6月23日        | 21     | 恐竜半島へ突撃!!  | - 恐竜怪人（声 - 渡部猛） - ゼロワン（演 - 賀川雪絵） - ゼロツー（演 - 美川利恵） | -                                    | 上原正三 | 山田稔   |
| 6月30日        | 22     | 女スパイ団の逆襲  | - 恐竜怪人（声 - 渡部猛） - ゼロワン（演 - 賀川雪絵） - ゼロツー（演 - 美川利恵） | - 恐竜ロボット                       | 上原正三 | 山田稔   |
| 7月07日        | 23     | 決戦!! 怪人総登場 | - ゴースト怪人（声 - 政宗一成）                                                   | - ゴーストロボット                   | 高久進   | 竹本弘一 |
| 7月14日        | 24     | 涙！ダイアン倒る  | - ドラキュラ怪人（声 - 依田英助）                                                 | - ドラキュラロボット                 | 高久進   | 竹本弘一 |
| 7月21日        | 25     | 撮影所は怪奇魔境  | - 魔術怪人（声 - 丸山詠二）                                                       | -                                    | 上原正三 | 竹本弘一 |
| 7月28日        | 26     | 包帯男の仮面報告  | - ホウタイ怪人（声 - 岩城和男）                                                   | - ホウタイロボット                   | 曽田博久 | 広田茂穂 |
| 8月04日        | 27     | 初恋泥棒にご用心  | - 黒仮面怪人（声 - 加藤精三）                                                     | -                                    | 上原正三 | 広田茂穂 |
| 8月11日        | 28     | 謎のボートを追え  | - クラゲウニ怪人（声 - 政宗一成）                                                 | - クラゲウニロボット                 | 上原正三 | 竹本弘一 |
| 8月18日        | 29     | 見たか!? 口裂け女 | - 口裂け怪人（声 - 坂井すみ江）                                                   | - 口裂けロボット                     | 江連卓   | 竹本弘一 |
| 8月25日        | 30     | 悪食雑食の料理長  | - ヘンショク怪人（声 - 和田周）                                                   | - ヘンショクロボット                 | 曽田博久 | 山田稔   |
| 9月01日        | 31     | 激走トラック兄妹  | - ゼニゲバ怪人（声 - 丸山詠二）                                                   | - ゼニゲバロボット                   | 曽田博久 | 山田稔   |
| 9月08日        | 32     | ふるさと殺人村    | - ミミズ怪人（声 - 大宮悌二）                                                     | - ミミズロボット                     | 上原正三 | 竹本弘一 |
| 9月15日        | 33     | コサック愛に死す  | - イーグル怪人（声 - 大宮悌二）                                                   | - イーグルロボット                   | 上原正三 | 竹本弘一 |
| 9月22日        | 34     | 地獄で笑う闇将軍  | - セミキラー怪人（声 - 依田英助）                                                 | - セミキラーロボット                 | 上原正三 | 広田茂穂 |
| 9月29日        | 35     | 腹ペコ大パニック  | - コダイギョ怪人（声 - 渡部猛）                                                   | - コダイギョロボット                 | 上原正三 | 広田茂穂 |
| 10月06日       | 36     | 爆破された結婚式  | - バクダン怪人（声 - 大宮悌二）                                                   | - バクダンロボット                   | 上原正三 | 平山公夫 |
| 10月13日       | 37     | 電光剣対風車剣    | - 四面怪人（声 - 大宮悌二）                                                       | - 四面ロボット                       | 江連卓   | 平山公夫 |
| 10月20日       | 38     | 怪奇！仮装行列    | - ドクロキノコ怪人（声 - 政宗一成、人間態 - 高木修平）                            | - ドクロキノコロボット               | 曽田博久 | 竹本弘一 |
| 10月27日       | 39     | 悪魔になった友    | - ハイド怪人（声 - 渡部猛）                                                       | - ハイドロボット                     | 上原正三 | 竹本弘一 |
| 11月03日       | 40     | 美人先生危機一髪  | - ベンキョウ怪人（声 - 滝雅也）                                                   | - ベンキョウロボット                 | 江連卓   | 竹本弘一 |
| 11月10日       | 41     | 爆破寸前の大逆転  | - カラクリ怪人（声 - 細井雅男）                                                   | -                                    | 江連卓   | 広田茂穂 |
| 11月17日       | 42     | 電気人間愛の火花  | - デンキ怪人（声 - 島田彰）                                                       | - デンキロボット                     | 曽田博久 | 広田茂穂 |
| 11月24日       | 43     | 暗殺者ジャッカル  | - ゴロンゴ怪人（声 - 政宗一成）                                                   | - ゴロンゴロボット                   | 高久進   | 竹本弘一 |
| 12月01日       | 44     | 地獄谷の月影一族  | - ゲンソウ怪人（声 - 坂井すみ江）、人間態（モンシロお蝶 / 演：春日イズミ）        | - ゲンソウロボット                   | 江連卓   | 竹本弘一 |
| 12月08日       | 45     | 心臓停止五分前!   | - シンゾウ怪人（声 - 今西正男）                                                   | - シンゾウロボット                   | 江連卓   | 竹本弘一 |
| 12月15日       | 46     | 呪いのワラ人形    | - ノロイ怪人（声 - 青森伸）                                                       | - ノロイロボット                     | 曽田博久 | 広田茂穂 |
| 12月22日       | 47     | 怪！謀略の草野球  | - ヒダリテ怪人（声 - 増岡弘）                                                     | - ヒダリテロボット                   | 曽田博久 | 広田茂穂 |
| 12月29日       | 48     | 大盗賊と泥棒少年  | - 大盗賊怪人（声 - 政宗一成）                                                     | - 大盗賊ロボット                     | 高久進   | 平山公夫 |
| 1980年01月05日 | 49     | 2年5組の反乱軍    | - ハエジゴク怪人（声 - 滝雅也）                                                   | - ハエジゴクロボット                 | 上原正三 | 平山公夫 |
| 1月12日        | 50     | 将軍を狙う覆面鬼  | - ヘッダー指揮官 - オニヒゲ怪人（声 - 依田英助）                                  | - オニヒゲロボット                   | 上原正三 | 平山公夫 |
| 1月19日        | 51     | エゴス復活の儀式  | - ヘッダー怪人 / ヘッダー指揮官                                                   | - ヘッダーロボット - 幽霊ロボット    | 上原正三 | 広田茂穂 |
| 1月26日        | 52     | 英雄たちの交響曲  | - サタンエゴス - 巨大サタンエゴス - サロメ - 怪人製造カプセル（声 - 依田英助）    | -                                    | 上原正三 | 広田茂穂 |

## 放送局
- テレビ朝日（制作局）：土曜 18:00 - 18:30
- 北海道テレビ放送：土曜 18:00 - 18:30
- 青森放送：木曜 17:30 - 18:00[136]
- 岩手放送
- 秋田放送
- 山形放送
- 東日本放送：土曜 18:00 - 18:30[137]
- 福島中央テレビ：火曜 17:00 - 17:30[138]
- 新潟放送：金曜 17:30 - 18:00[139]
- 山梨放送
- 北陸放送：金曜 17:00 - 17:30（1979年3月30日ネット開始）[140]
- 福井テレビ：木曜 17:25 - 17:55[141]
- 静岡けんみんテレビ（現：静岡朝日テレビ）：金曜 17:00 - 17:30（1979年2月16日ネット開始）[142]後に土曜 18:00 - 18:30[143]
- 名古屋放送（現：名古屋テレビ）：土曜 18:00 - 18:30[144]
- 朝日放送（現：朝日放送テレビ）：金曜 17:30 - 18:00 （6日遅れネット[注釈 51]）[145]
- 日本海テレビジョン放送
- 岡山放送（1979年3月まで）
  - 瀬戸内海放送（1979年4月 - 1980年1月）
- 広島ホームテレビ：土曜 18:00 - 18:30
- テレビ山口
- 四国放送
- 愛媛放送（現：テレビ愛媛）
- テレビ高知
- 九州朝日放送：土曜 18:00 - 18:30
- 長崎放送
- テレビ熊本
- 大分放送
- 宮崎放送：木曜 17:30 - 18:00
- 鹿児島テレビ放送：水曜 17:50 - 18:20
- 琉球放送

## 他媒体展開

### 映像ソフト化
いずれも東映ビデオより発売。
VHS（セル・レンタル共通）
第8話のみがリリースされた。
レーザーディスク
1999年6月21日から2000年6月21日にかけて、初の全話収録形式の映像ソフトとして発売された。全7巻の各2枚組で各巻8話（Vol.7のみ1枚・4話）収録。
DVD
2007年2月21日から同年6月21日にかけて発売された。一時期絶版状態となっていたが、2012年9月21日に全戦隊DVDコンプリート化に伴い生産が再開された。全5巻の各2枚組で各巻11話（Vol.4は10話、Vol.5は9話）収録。
前後の作品のDVD化が2003年から2004年にかけてなされたのに対し、本作品はそれより間を置いてのリリースとなっており、2003年時点では発売未定と発表されていた。
また、劇場公開版はDVD第5巻の映像特典となったほか、同年12月発売の『東映特撮ヒーロー THE MOVIE BOX』および2009年11月21日の『東映特撮ヒーロー THE MOVIE Vol.5』にも収録された。
Blu-ray
2021年4月14日発売の『スーパー戦隊一挙見Blu-ray 1975 - 1981』に計6話が収録されている。

### 他テレビシリーズ
『太陽戦隊サンバルカン』
第44話「大脱走・ヘリ爆破」の作中で新兵器の設計図として、バトルフィーバーロボが描かれた設計図が登場。
『高速戦隊ターボレンジャー』
第1話（特別編）「10大戦隊集合 頼むぞ！ターボレンジャー」で、バトルフィーバーJの5人が登場。前述の事情により、ピンクターボから「初代スーパー戦隊」として紹介されている。
『未来戦隊タイムレンジャー』
第51話（特別総集編）「スーパー戦隊大集合」で、タイムレンジャー5人がタイムジェットで本作品の世界を見に来たという設定で、本作品の映像が流用されている。
『海賊戦隊ゴーカイジャー』
第44話にて曙四郎が登場。

### 映画作品
『バトルフィーバーJ』
1979年7月21日、「東映まんがまつり」内で公開（一部地域のみ）。
テレビシリーズ第5話「ロボット大空中戦」のブローアップ版。劇場用新作は作られなかった。スーパー戦隊シリーズにおいて、1話分をブローアップして劇場公開したケースは本作品が最後となる。
『ゴーカイジャー ゴセイジャー スーパー戦隊199ヒーロー大決戦』および『仮面ライダー×スーパー戦隊 スーパーヒーロー大戦』
バトルフィーバーの5人（『199ヒーロー大決戦』はバトルフィーバーロボも含む）が登場。
『海賊戦隊ゴーカイジャー THE MOVIE 空飛ぶ幽霊船』
カットマンが登場。
『海賊戦隊ゴーカイジャーVS宇宙刑事ギャバン THE MOVIE』
曙四郎 / バトルケニアが登場。
『仮面ライダー×スーパー戦隊 超スーパーヒーロー大戦』
バトルジャパンが登場。
『機界戦隊ゼンカイジャー THE MOVIE 赤い戦い! オール戦隊大集会!!』
『機界戦隊ゼンカイジャー』の劇場作品。バトルジャパンが登場。

### 漫画作品
放送当時の雑誌展開は講談社の『テレビマガジン』が中心で、小学館の『てれびくん』では一切掲載されなかったが、次々作『太陽戦隊サンバルカン』が放送された1981年以降からは『てれびくん』でもブロマイド商品他などの写真が掲載されるようになった。
『テレビランド』1979年3月号 - 1980年3月号
画 - 細井雄二
おおむねテレビシリーズに沿った展開だが、コサックが殉職する回はオリジナル怪人・セミダラーが登場する。
単行本は大都社Stコミックス電子戦隊デンジマンに併録。
『テレビマガジン』1979年3月号 - 1980年2月号
画 - 津原義明
テレビシリーズのエゴス怪人は登場せず、正夫がアマチュアからのスカウトだったりなど初期設定も大きく異なる。最後はヘッダーとの決戦で締めくくられた。
『冒険王』1979年3月号 - 1980年2月号
画 - 古城武司
唯一バトルフィーバーロボが登場する漫画作品。またテレビシリーズとは異なり、初代ミスアメリカが作中にて本当に命を落としている。

### オリジナルビデオ・オリジナルDVD
『百獣戦隊ガオレンジャーVSスーパー戦隊』
バトルジャパン、バトルシャークが登場。
『轟轟戦隊ボウケンジャーVSスーパー戦隊』
バトルジャパンが写真のみ登場。
『機界戦隊ゼンカイジャーVSキラメイジャーVSセンパイジャー』
バトルケニアが登場。

## CS放送・ネット配信
CS放送
- 東映チャンネル
  - 2006年6月 - 12月
  - 2008年11月 - 2009年4月
  - 2021年5月 - 11月
  - 2022年3月 -
  - 上記のうち、2回目は「アンコールアワー」枠、それ以外は「スーパー戦隊ワールド」枠にてそれぞれ放送。また3回目以降はHD画質での放送となる[151]。

ネット配信
- 東映特撮 YouTube Official
  - 2013年10月28日 - 2014年4月27日
  - 2015年12月19日 - 2016年6月18日
  - 2023年12月5日 - 2024年5月28日
- 東映特撮ニコニコおふぃしゃる
  - 2025年8月9日 -